# منصة إيفاء
إيفاء أو المنصة الوطنية للمخالفات؛ هي إحدى المنصات الوطنية التي ينفذها مركز المعلومات الوطني التابع للهيئة السعودية للبيانات والذكاء الإصطناعي وهي تهدف إلى تمكين المواطنين والمقيمين والزائرين وأصحاب الأعمال من معرفة واستعراض كافة مخالفاتهم لدى الجهات الحكومية بكل يسر وسهولة وتوحيد إجراءات المخالفات وتبسيطها وتحسينها من خلال هذه المنصة التي ترتبط بها جميع الجهات ذات العلاقة لأجل إصدار مخالفاتها كما تهدف المنصة إلى تحقيق الانضباط السلوكي ورفع الوعي لدى أفراد المجتمع، وذلك من خلال تعزيز التزام أفراد المجتمع بالأنظمة والقوانين.

## وصلات خارجية
- الموقع الرسمي المنصة الوطنية للمخالفات